# Corydalis meifolia
Corydalis meifolia är en vallmoväxtart som beskrevs av Nathaniel Wallich. Corydalis meifolia ingår i släktet nunneörter, och familjen vallmoväxter. Utöver nominatformen finns också underarten C. m. sikkimensis.